# توفیق تقی‌زاده
توفیق مهدی قلو اوغلو تقی‌زاده کارگردان، فیلمنامه‌نویس و بازیگر اهل کشور جمهوری آذربایجان بوده‌است. وی فیلم هفت پسر من را کارگردانی نموده‌است.